# Rävsten

Rävsten är en ö öster om Gräsös sydspets. Ön är 61 hektar stor och uppdelad i två delar, varav den ena är privatägd och den andra ägd och förvaltad av Upplandsstiftelsen. Den del som förvaltas av Upplandsstiftelsen ingår i ett Natura 2000-område.
Vid det ena av öns två skärgårdshemman, där man tidigare bedrev ett traditionellt småskaligt skärgårdsjordbruk med fiske och säljakt som viktiga inkomstkällor, finns numera en stugby. Den kan exempelvis utnyttjas som lägerskola, semestermål och för konferenser. Naturvärdena på Rävsten är präglade av kulturhistorien, där största delen av ön är påverkad av bete, slåtter och åkerbruk. Naturtyperna ligger som i en mosaik med landhöjningsskogar, slåtterängar, vikar och sund, havsstrandängar, lövängar och skogsbeten.
Rävsten har varit bebott sedan tidigt 1600-tal. Den viktigaste inkomstkällan var under lång tid säljakt och jägarna på Rävsten betalade skatt för att få ensamrätt på säljakt. Jordbruket på ön lades ner 1957, men genom Upplandsstiftelsens försorg så hålls de gamla betesmarkerna fortfarande öppna.